# استیون آلساته
استیون آلساته (اسپانیایی: Steven Alzate‎؛ زادهٔ ۸ سپتامبر ۱۹۹۸) بازیکن فوتبال اهل انگلستان است.
از باشگاه‌هایی که در آن بازی کرده‌است می‌توان به لیتون اورینت، برایتون اند هوو آلبیون و سوئیندون تاون اشاره کرد.
وی همچنین در تیم ملی فوتبال کلمبیا بازی کرده‌است.